# Łomnica (województwo lubelskie)
Łomnica – wieś w Polsce położona w województwie lubelskim, w powiecie włodawskim, w gminie Urszulin.
W latach 1975–1998 miejscowość administracyjnie należała do województwa chełmskiego.
Wieś jest sołectwem w gminie Urszulin. Według Narodowego Spisu Powszechnego z roku 2011 wieś liczyła 105 mieszkańców.
Część wsi oznaczana jako Kolonia Łomnica położona jest przy granicy Poleskiego Parku Narodowego, a cała wieś w jego otulinie, na terenie Poleskiego Parku Krajobrazowego. Ma tutaj swój początek ścieżka przyrodnicza „Dąb Dominik” prowadząca do jeziora Moszne.
Wierni Kościoła rzymskokatolickiego należą do parafii św. Izydora w Woli Wereszczyńskiej.